# Garretson
Garretson – miasto w Stanach Zjednoczonych, w stanie Dakota Południowa, w hrabstwie Minnehaha.